# 88P/Howell
88P / Howell é um cometa periódico do Sistema Solar. Foi descoberto em 29 de agosto de 1981. Em 1975, o periélio do cometa (aproximação mais próxima do Sol) era de 1,9 UA, mas uma aproximação mais próxima de Júpiter em 1978 perturbou a distância do periélio mais próxima do Sol.
A última vez que chegou ao periélio foi em 6 de abril de 2015; a próxima ocorrência será em 2020. Em 14 de setembro de 2031, o cometa passará 0,074 UA (11.100.000 km; 6.900.000 milhas) de Marte.
Em resposta à chamada do programa New Frontiers para a Missão 4, uma equipe do Laboratório de Física Aplicada da Universidade Johns Hopkins (JHUAPL) enviou uma proposta de conceito de missão chamada Cometa Rendezvous, Aquisição de Amostra, Investigação e Retorno (CORSAIR) que executaria um retorno de amostra do cometa 88P / Howell.